# Павленко Микола Микитович
Микола Микитович Павленко (9 червня 1920 — 22 листопада 1997) — радянський військовий льотчик, Герой Радянського Союзу (1945).

## Біографія
Народився 9 червня 1920 року в селищі Троїцько-Харцизьк, нині селище міського типу Харцизької міськради Донецької області України, в сім'ї службовця. Українець. Закінчив 2 курси Макіївського металургійного технікуму.
У Червоній Армії з 1937 року. У 1939 році закінчив Ворошиловградську військово-авіаційну школу пілотів.
На фронтах німецько-радянської війни з листопада 1941 року. Воював на Західному, Калінінському, 1-му Українському і 2-му Українському фронтах. Командир ескадрильї 91-го гвардійського штурмового авіаційного полку (4-а гвардійська штурмова авіаційна дивізія, 5-й штурмовий авіаційний корпус, 5-а повітряна армія) гвардії старший лейтенант Микола Павленко до вересня 1944 року зробив 136 бойових вильотів на штурмівку і бомбардування живої сили, техніки та іншої об'єктів супротивника. Збив один ворожий літак.
23 лютого 1945 року М. М. Павленку присвоєно звання Героя Радянського Союзу.
Після війни Павленко продовжував службу у ВПС СРСР. У 1949 році закінчив Вищі льотно-тактичні курси удосконалення офіцерського складу, а в 1953 році — Ростовський державний університет.
З 1954 року полковник М. М. Павленко у запасі. Жив в місті Ростов-на-Дону. Працював в управлінні Північно-Кавказької залізниці. Помер 22 листопада 1997 року, похований у Ростові-на-Дону.

## Нагороди та почесні звання
Нагороджений також іншими орденами:
- трьома Червоного Прапора
- Богдана Хмельницького 3-го ступеня
- Суворова 3-го ступеня
- двома Вітчизняної війни 1-го ступеня
- Вітчизняної війни 2-го ступеня
- Червоної Зірки а також медалями.

Почесний громадянин міста Харцизьк. Ім'ям М. М. Павленка названі вулиця в селищі міського типу Троїцько-Харцизьк і школа № 15 в місті Іловайськ Донецької області.